# Mokrzyska
Mokrzyska is een plaats in het Poolse district Brzeski (Klein-Polen), woiwodschap Klein-Polen. De plaats maakt deel uit van de gemeente Brzesko en telt 2700 inwoners.